# Desnuda (canción)
"Desnuda" es una canción escrita e interpretada por el cantautor guatemalteco Ricardo Arjona para su séptimo álbum de estudio, Sin daños a terceros (1998).  Fue lanzado como sencillo en 1999. Se convirtió en su primera canción número uno en las listas Billboard Hot Latin Songs y Latin Pop Airplay en los Estados Unidos. Estuvo 12 semanas en el número uno de esta última lista, empatando con su otra canción "El problema". La canción luego se convertiría en el tema principal de la telenovela mexicana Tres mujeres (1999). Fue reconocida como una de las canciones de pop latino con mejor interpretación del año 2000 por la ASCAP.  Mario Tarradell del Dallas Morning Morning News lo describió como uno de los "cortes eclécticos y provocativos" del álbum.  "Desnuda" estuvo nominada en la categoría de Canción Pop del Año en el Premio Lo Nuestro 2000, pero perdió ante "Livin' la vida loca" de Ricky Martin.  En 2007, Arjona reveló los orígenes de la canción.  El video musical fue dirigido por Benny Corral.  Aunque amiga de Arjona, la modelo costarricense Vica Andrade declinó aparecer en el video musical. 

## Listas

### Listas semanales
| Lista (2000)                       | Mejor posición |
| ---------------------------------- | -------------- |
| Estados Unidos (Hot Latin Songs)   | 1              |
| Estados Unidos (Latin Pop Airplay) | 1              |

### Listas de fin de año
| Lista (2000)                     | Posición |
| -------------------------------- | -------- |
| US Hot Latin Songs (Billboard)   | 10       |
| US Latin Pop Airplay (Billboard) | 3        |

### Listas de fin de década
| Lista (2000–2009)                | Mejor posición |
| -------------------------------- | -------------- |
| US Latin Pop Airplay (Billboard) | 35             |

### Sucesión en listas[12][13][14][15][16][17][18][19][20][21][22][23]
| Predecesor: Ritmo total de Enrique Iglesias | U.S. Billboard Latin Pop Airplay — Sencillo N°. 1 1 de enero de 2000 - 24 de marzo de 2000 | Sucesor: Donde esta el amor de Charlie Zaa |